# ハローグッバイ (バンド)
ハローグッバイ（英語: Hellogoodbye）は、アメリカ合衆国のパワーポップ・バンド。ボーカルのフォーレスト・クライン（Forrest Kline）により、カリフォルニア州ハンティントン・ビーチで2001年に結成された。ニュー・ファウンド・グローリーやハリファックスを輩出したレーベルDrive-Thru Recordsに所属し、2006年に初のフル・アルバム『ゾンビーズ！エイリアンズ！ヴァンパイアズ！ダイナソーズ！の逆襲！（Zombies! Aliens! Vampires! Dinosaurs!）』をリリース。それ以前にも EP『Hellogoodbye (EP)』とDVD『OMG HGB DVD ROTFL』をネット上などでリリースしている。

## メンバー
現在
- フォーレスト・クライン（Forrest Kline）: ボーカル、ギター、ウクレレ、ソングライター（2001年 - ）
- マイケル・ニールセン（Michael Nielsen）: ドラム（2010年 - ）
- オーガスティン・ランポッラ（Augustine Rampolla）: キーボード、ギター、ベース、ウクレレ、パーカッション（2011年 - ）
- エリック・ヘーア（Eric Hehr）: ギター、キーボード（2016年 - ）

過去
- パーカー・ケース（Parker Case）: ドラム（2001年）
- アーロン・フローラ（Aaron Flora）: ドラム（2001年 - 2003年、2008年 - 2010年、2012年）
- ジェッシー・カーヴィンク（Jesse Kurvink）: キーボード、ボーカル、ギター（2001年 - 2008年）
- ポール・マイケル・ホワイト（Paul Michael White Jr）: ベース (2001)
- マーカス・コール（Marcus Cole）: ベース、キーボード、タンバリン（2002年 - 2007年）
- クリス・プロフェタ（Chris Profeta）: ドラム、パーカッション（2003年 - 2008年）
- トラビス・ヘッド（Travis Head）: ベース（2007年 - 2011年）
- ライアン・デーリー（Ryan Daly）: ギター（2007年 - 2009年）
- ジョセフ・マーロ（Joseph Marro）: キーボード、ギター（2008年 - 2012年）
- アンドリュー・リチャーズ（Andrew Richards）: ギター、ウクレレ、マンドリン（2008年 - 2018年）
- マイケル・ガルソン（Michael Garzon）: ドラム、ギター、ボーカル、マンドリン、ウクレレ、キーボード（2011年 - 2018年）

## バイオグラフィー

### 初期 (2001 - 2004年)
バンドは2001年当時ハンティントン・ビーチ高校に通っていたフォーレスト・クライン（Forrest Kline）とジェッシー・カーヴィンク（Jesse Kurvink）のレコーディングプロジェクトとして始まった。友人に披露する程度の目的意識でクラインの自宅パソコンを使ってレコーディングをしていた。最初はスカだったが徐々にポップになっていく。初めて書いた曲はカーヴィンク作曲の『Bonnie Taylor Shakedown』。この曲は後のEP『hellogoodbye』に収録されている。
友人パーク（Perk）がウェブやグラフィック・デザインをしていたことから、この緩やかなグループはウェブサイトを開き、MP3.comに曲を投稿するようになる。ここでにわかに人気を集めたことからフォーレストとジェッシーは友人に声をかけたり、地元で演奏する機会を得ていった。
設立から2年間は地元での演奏を重ね、隣州のアリゾナ州への遠征や、アリゾナ州、ニューメキシコ州とテキサス州をピーチケーキ（Peachcake）と共にツアーする等の活動を行った。この間もデモやTシャツの作成やウェブサイトを通したプロモーションを積極的に行う。
2003年、ポップ・パンク専門レーベルDrive-Thru Recordsと契約する。
結成からDrive-Thru Recordsとの正式契約までの間に幾度もメンバーが交代している。
現在セイ・エニシングのパーカー・ケース（Parker Case)が当初ドラムで入っていたが、2001年にアーロン・フローラ（Aaron Flora）と交代。また当初のベースは友人ポール・ホワイト（Paul White）だったが、脱退したため2002年にマーカス・コール（Marcus Cole）に交代する。
さらにDrive-Thure Recordsと契約後、ドラムのフローラが大学進学のため脱退し、現ドラム　クリス・プロフェタ（Chris Profeta）と交代。2007年にはベースのコールが脱退したため、クラインの長年の友人トラビス・ヘッド（Travis Head）が加入。

### 初期リリース (2004 - 2006年)
2004年8月17日にセルフ・タイトルEP『Hellogoodbye (EP)』をリリースし40万枚を売り上げている。このリリースに合わせ、忙しい全米及び海外ツアーを行った。「Sounds of Change Tour」の移動中に移動車がコールの居眠り運転によってひっくり返る事故を起こしたが、幸いメンバーに怪我はなかった。
この頃のツアー履歴は  で見ることができる。当時はオール・アメリカン・リジェクツ、モーション・シティ・サウンドトラック、パニック!アット・ザ・ディスコ等とツアーしている。
2005年「South by Southwest Festival(SXSW)」参加中にMTVの『リアル・ワールド：オースティン編（The Real World (Austin)）』に出演する機会を得、SXSWフェスティバル参加バンドの舞台裏として紹介された。このテレビ出演が大きくバンドの知名度向上に貢献した。
2005年11月22日に2時間分のライブやツアー映像を収録したDVD『OMG HGB DVD ROTFL』（"Oh my God/Hellogoodbye/Digital versatile disc/Rolling on the floor, laughing"「あらまぁ、ハローグッバイのDVDが床で転がっているよ、笑」の意）をリリース。
2005年12月にはMTV2の「Dew Circuit Breakout」賞を受賞し、1万ドル（約100万円）の賞金とギブソンのギターセット、さらに大型全米ツアーのオープニングのアクトを獲得した。

### ゾンビーズ！エイリアンズ！ヴァンパイアズ！ダイナソーズ！の逆襲！(2006年 - )
2年間のツアー後、ハローグッバイは初のフル・アルバム『ゾンビーズ！エイリアンズ！ヴァンパイアズ！ダイナソーズ！の逆襲！（Zombies! Aliens! Vampires! Dinosaurs!）』を2006年8月8日にリリース。
2006、2007年も精力的にツアーをこなした。
2006年のツアー
- Vansのワープド・ツアー（Warped Tour)
- Reggie and The Full Effect & Ozmaとのジョイント・ツアー
- ヨーロッパ・日本・英国へプレイン・ホワイト・ティーズとのジョイント・ツアー

2007年のツアー
- ボーイズ・ライク・ガールズとのジョイント・ツアー
- 豪バンド ザ・ラックスミス（The Lucksmiths）とのオーストラリア・ツアー
- レディング／リーズ・フェスティバルをはじめとする数々のヨーロッパでのフェスティバルで演奏
- MySpace Music Tourでセイ・エニシングと共にツアーのヘッドラインを務める

『オルタナティブ・プレス』誌（2007年1月号）のインタビューによると、2008年に新アルバムをリリース予定とのこと。
2007年1月にはシングル『Here (In Your Arms)』がラジオのチャートで再浮上し、ビルボードで14位、ポップ100で9位を点け、プラチナ記録を達成。さらに同月、アメリカの3つの深夜トーク番組で演奏した。
同年3月にMTVのバラエティ番組『Engaged and Underage』でシングル『Oh, It is Love』が番組テーマ曲に選ばれた。
さらに3月13日iTunesで過去の3曲をリミックスした特別EPを発表した。
2008年9月にバンドのオリジナルメンバーの一人であるキーボード担当ジェッシー・カーヴィンクが大学卒業のため（学業に専念するため）バンドを脱退することを表明し、ザ・アーリー・ノーベンバー（The Early November）の元ギター／キーボード担当のジョー・マーロ（Joe Marro）と交代。
2008年10月、バンドのブログ上でドラム担当のクリス・プロフェタがバンドを離れるため、元ハローグッバイメンバーのアーロン・フローラと交代すると発表された。
2008年秋にはNever Shout Never、Say No More、Ace Enders、PlayRadioPlay!等と全米ツアーを実施予定。

### バンド名の由来
クラインのインタビューによると、仲間うちで機会を逃さないよう今あるチャンスを大事にしたいという思いがバンドの重要なテーマとなりバンド名に込めた思いだが、実はアメリカの人気ティーン・ドラマ「Saved by the Bell（救いの鐘）」の一節に触発されたもの。最後にザ・ビートルズの「ハロー・グッドバイ」を影響元として挙げている。

## ディスコグラフィー
アルバム
- ゾンビーズ！エイリアンズ！ヴァンパイアズ！ダイナソーズ！の逆襲！（Zombies! Aliens! Vampires! Dinosaurs!）（2006）

EP
- hellogoodbye (EP) (2004)
- Remixes! (2006)
- The "All of Your Love" Remixes EP (2007)
- Ukulele recordings (2008)

DVD
- OMG HGB DVD ROTFL (2005)
- EP/DVD Split (2008)
- Zombies! Aliens! Vampires! Dinosaurs! And More (2008)

シングル
- Shimmy Shimmy Quarter Turn（2005）
- Here (In Your Arms)（2006）
- All of Your Love（2007）
- Baby, It's Fact

## 来日記録
- 2007年1月：ドライヴ・スルー・インヴェイジョン・ツアーVol.2（東京＆大阪：クラブ・クアトロ、共演ハリファックス）
- 2007年7月：フジ・ロック・フェスティバル'07
- 2008年7月：ASIAN KUNG-FU GENERATION presents NANO-MUGEN FES. ‘08[12]